# Coopernookia
Coopernookia is een geslacht van kleine struiken uit de familie Goodeniaceae. De soorten komen voor in het zuidwesten en zuidoosten van Australië.

## Soorten
- Coopernookia barbata (R.Br.) Carolin
- Coopernookia chisholmii (Blakeley) Carolin
- Coopernookia georgei Carolin
- Coopernookia polygalacea (de Vriese) Carolin
- Coopernookia scabridiuscula Carolin
- Coopernookia strophiolata (F.Muell.) Carolin